# Gewone pad
De gewone pad of bruine pad (Bufo bufo) is een kikker uit de familie van de echte padden (Bufonidae).
De gewone pad heeft van alle amfibieën in Europa het grootste verspreidingsgebied en is naast de bruine kikker en de boomkikker een van de bekendste kikkers van Europa. De gewone pad komt, op Ierland en IJsland na, in alle Europese landen voor. Omdat de soort in tegenstelling tot veel andere amfibieën algemeen is, wordt de gewone pad in grote delen van het verspreidingsgebied niet door wetgeving beschermd.
De gewone pad is een generalist die in uiteenlopende habitats kan worden gevonden en aangepast is op drogere plaatsen. Alleen voor de voortplanting is oppervlaktewater nodig, waarbij de dieren soms grote afstanden af moeten leggen om bij water te komen. De eieren worden in tegenstelling tot veel andere kikvorsachtigen niet in klompen maar in strengen afgezet.
De gewone pad heeft een onopvallende kleur en wordt overdag vanwege de schemeractieve levenswijze zelden aangetroffen. Het voedsel bestaat voornamelijk uit kleine ongewervelden. Belangrijke vijanden zijn vogels, zoogdieren en slangen.

## Uiterlijke kenmerken
De gewone pad bereikt een gemiddelde lengte van 6 tot 13 centimeter. Het vrouwtje wordt echter aanzienlijk groter dan het mannetje, dat ongeveer een derde kleiner blijft. De lengte hangt enigszins samen met het verspreidingsgebied: in het noordelijke deel worden de mannetjes tot maximaal 9 centimeter lang, vrouwtjes worden iets groter en kunnen 11 cm bereiken. In het zuiden van Europa komt de ondersoort Bufo bufo spinosus voor, waarvan de mannetjes tot 10 cm lang worden en de vrouwtjes een lengte van 15 cm kunnen bereiken. Hiermee is de gewone pad de grootste kikker in Europa. De vrouwtjes worden groter dan de mannetjes maar zijn ook wat plomper. Gedurende de paartijd zien de mannetjes er echter iets dikker uit, wat veroorzaakt wordt door onderhuidse ophopingen van lymfevocht.
De gewone pad heeft een opvallend gedrongen lichaam, de kop is groot en breed en heeft twee duidelijk zichtbare ogen met een oranjerode tot goudbronzen kleur. De pupil is spleetvormig en loopt horizontaal. Het achter het oog gelegen trommelvlies of tympanum is moeilijk te zien omdat het geen afwijkende kleur heeft en relatief klein is. Achter het oog, boven het trommelvlies, zijn de oorklieren of parotoïden aanwezig, die bij de gewone pad opvallend groot en lang zijn en meestal een afwijkende kleur hebben zodat ze goed opvallen. Deze klieren produceren gifstoffen, zie ook onder het kopje verdediging.
De poten zijn relatief klein en dragen korte tenen, de achterpoten dragen matig ontwikkelde zwemvliezen die aan de voorpoten geheel ontbreken. Mannetjes hebben dikkere voorpoten dan de vrouwtjes en ook de achterpoten van de man zijn relatief langer. Mannetjes hebben op drie vingers van iedere voorpoot een zogenaamd paarkussentje zitten, dat in de voortplantingstijd donker kleurt en dan duidelijk te zien is.

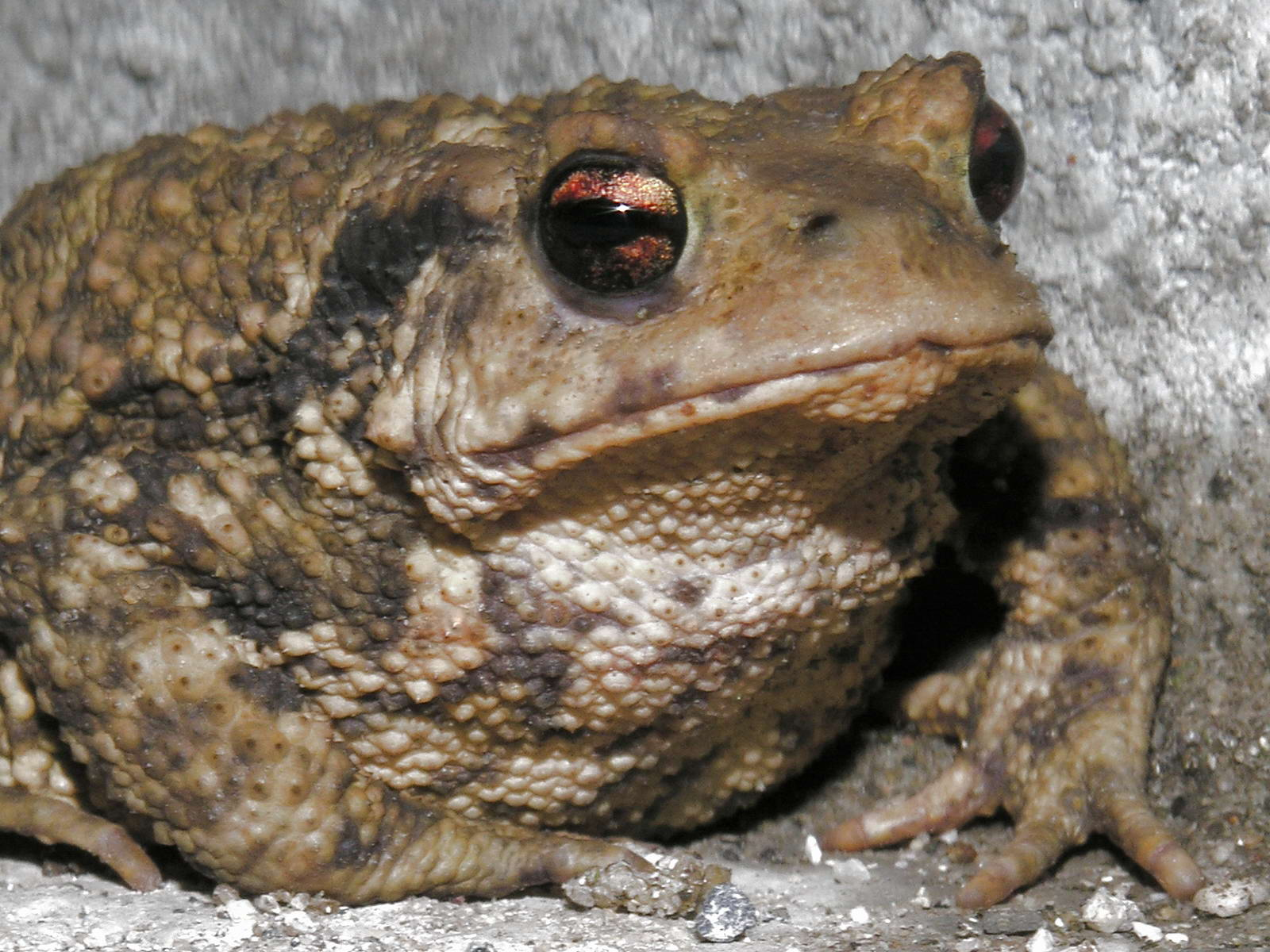
De belangrijkste kenmerken zijn de uniforme kleur, wrattige huid, oranjebruine iris en horizontale pupil.

De kleur is bruin tot roodachtig of grijs. Sommige exemplaren zijn donkerder en neigen naar zwart, andere kunnen een meer gele kleur hebben. De meeste exemplaren zijn uniform gekleurd. Soms komen streperige vlekpatronen voor, die bruin, rood of zwart of lichter tot wit kunnen zijn. De kleur van de buik is wit tot grijs of lichtbruin en heeft vaak een donkere marmertekening. De structuur van de huid is zeer ruw en droog, in de paartijd wordt de huid gladder. Het gehele lichaam is bedekt met wratachtige structuren, dit zijn de slijmklieren. Deze 'wratten' zijn vooral op de flanken erg talrijk, die op de rug zijn het grootst en het duidelijkst te zien. Bij sommige exemplaren zijn de wratten rood van kleur zodat ze duidelijk afsteken. Populaties in het zuiden van Europa hebben bulten met een verhoornde bovenzijde.
Door het grote verspreidingsgebied is er veel variatie in kleur en tekening. Er zijn in totaal vier ondersoorten die allemaal een iets ander verspreidingsgebied hebben en een afwijkende kleur, soms ook een tekening hebben. Een voorbeeld is Bufo bufo spinosus uit Zuid-Europa, die een meer roodachtige kleur heeft. Tussen de verschillende ondersoorten vindt ook hybridisatie plaats, deze mengvormen zijn moeilijk van de oudersoorten te onderscheiden.

### Onderscheid met andere soorten
Andere Europese echte padden die voorkomen in het verspreidingsgebied van de gewone pad zijn de rugstreeppad (Epidalea calamita) en de groene pad (Pseudepidalea viridis). De rugstreeppad heeft altijd een lichtere streep op het midden van de rug en groene tot gelige ogen, in tegenstelling tot de roodoranje ogen van de gewone pad. De rugstreeppad heeft ook vaak een tekening met stippen op zijn lichaam. De groene pad heeft altijd groene, donkeromrande vlekken op de rug die bij de gewone pad ontbreken en de ogen zijn groengrijs van kleur.
Van de pad-achtige kikkers als de vroedmeesterpad en de knoflookpad is de gewone pad te onderscheiden aan de pupil; deze is bij de gewone pad horizontaal spleetvormig, bij de andere twee soorten is de pupil verticaal spleetvormig. Beide soorten blijven ook kleiner, de vroedmeesterpad wordt nog geen 6 centimeter lang, de knoflookpad maximaal 8 cm, maar blijft meestal tussen de 4,5 en 6,6 cm. De geelbuikvuurpad (Bombina variegata) is gemakkelijk te herkennen aan zijn gele buik en heeft daarnaast een hartvormige pupil.

Gelijkende soorten
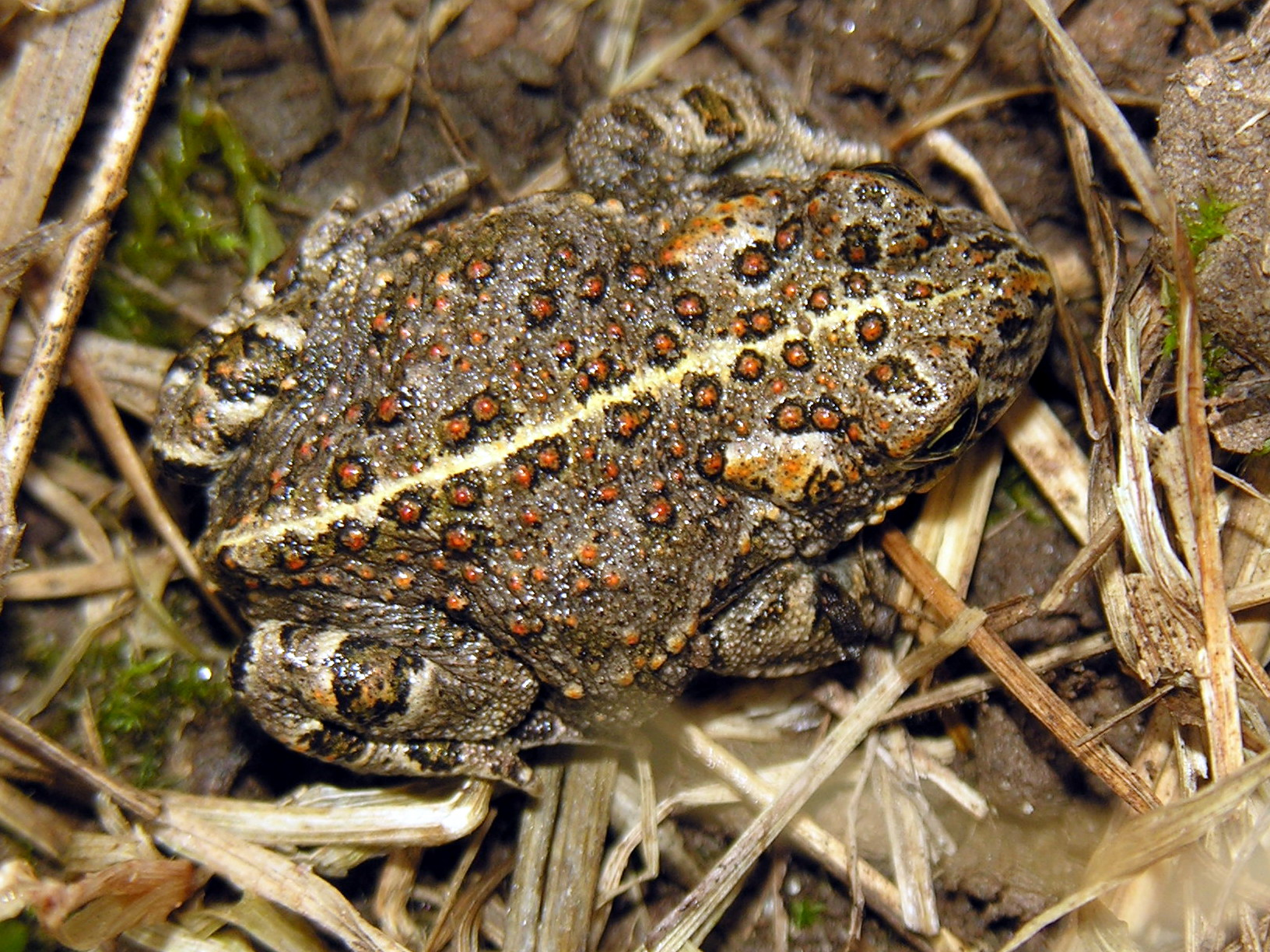
Rugstreeppad: streep op de rug
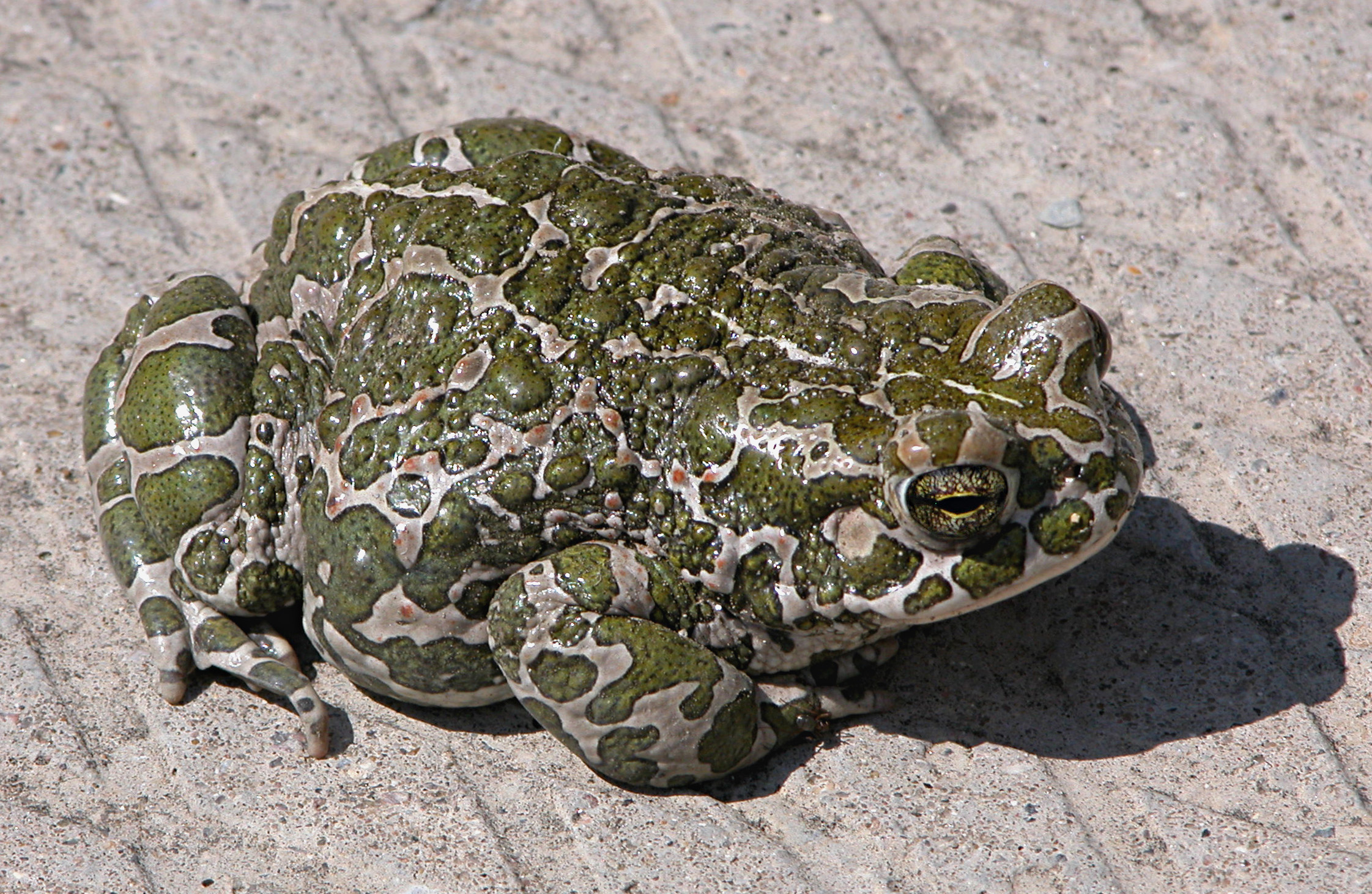
Groene pad: afstekende groene vlekken
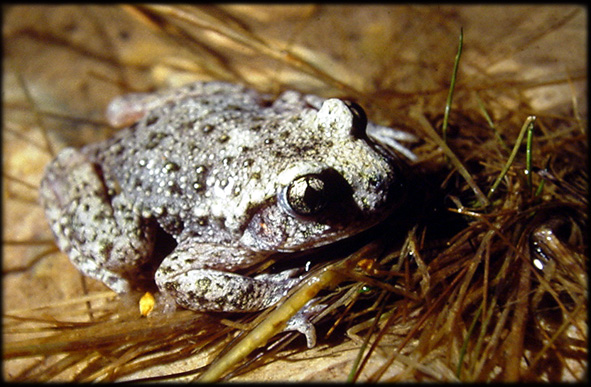
Vroedmeesterpad: verticale pupil
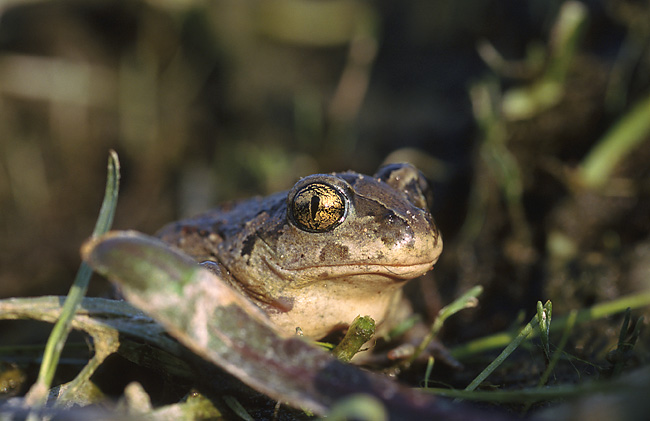
Knoflookpad: verticale pupil

## Verspreiding en habitat

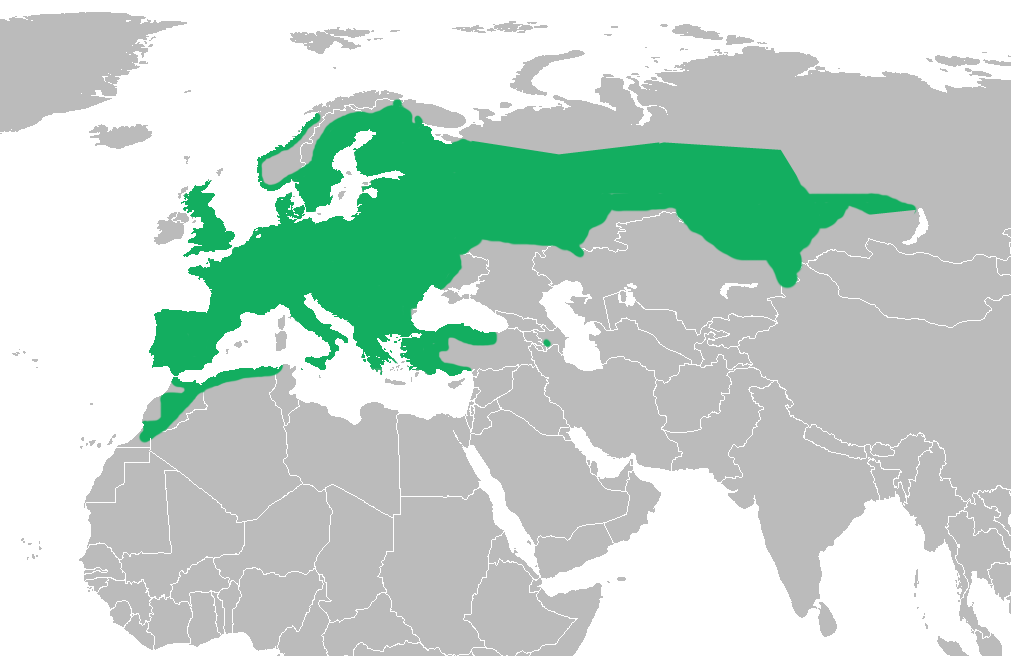
Verspreidingsgebied

De gewone pad komt in bijna alle landen van Europa voor; hij ontbreekt alleen op het eiland Ierland en enkele Mediterrane eilanden zoals de Balearen, Corsica, Kreta, Malta en Sardinië. Het verspreidingsgebied strekt zich uit tot in Azië en het Midden-Oosten (Turkije, Syrië en Libanon) en ook in Noord-Afrika komt de kikker voor in Marokko, Algerije en Tunesië. De gewone pad komt voor van laaglanden op zeeniveau tot hooggelegen gebieden tot 3000 meter boven zeeniveau. Hij is vanwege het enorme verspreidingsgebied het bekendste lid van de kikvorsachtigen in Europa. De kikker heeft van alle Europese amfibieën ook de meest noordelijke verspreiding en komt in Finland voor tot de 68e breedtegraad, binnen de poolcirkel. De verspreiding in Spanje en Oekraïne is niet duidelijk.
In veel gebieden waar de gewone pad voorkomt is het tevens de meest algemene soort amfibie, onder andere in Nederland en België. In Nederland komt de kikker overal voor, behalve op de meeste Waddeneilanden: alleen op het eiland Terschelling komen populaties voor.
De gewone pad is vanwege zijn op een terrestrische levenswijze aangepaste huid vrijwel uitsluitend te vinden op het land op enige afstand van het water. Vooral enigszins vochtige, sterk begroeide habitats als bossen, weilanden, akkers, graslanden, spoorwegbermen, duingebieden, begroeide moerassen en braakliggend terrein maar ook parken en tuinen in meer stedelijk gebied zijn een geschikte leefomgeving. Uitgestrekte onbegroeide open landschappen worden vermeden.
De voortplantingswateren bestaan uit stilstaande tot langzaam stromende, permanente wateren die gedeeltelijk door de zon worden beschenen en liefst veel onderwatervegetatie bevatten. Voorbeelden zijn sloten, afgravingen, poelen, vijvers, grachten, greppels, meren en rivieren. De oppervlakte, diepte en helderheid van het water kunnen sterk variëren. Vanwege de bittere smaak van de larven, waar vissen een hekel aan hebben, zijn visrijke wateren ook geschikt. Door het ontbreken van een echte voorkeur voor een bepaalde habitat en voortplantingswater is de gewone pad een generalist, wat waarschijnlijk het grote verspreidingsgebied verklaart. Andere kikkers en padden, zoals de vroedmeesterpad en de knoflookpad, leven in schrale gebieden en zijn veel kieskeuriger qua voortplantingswater, ze mijden diepe of visrijke wateren liever en kiezen voor tijdelijke wateren zonder planten.

## Levenswijze

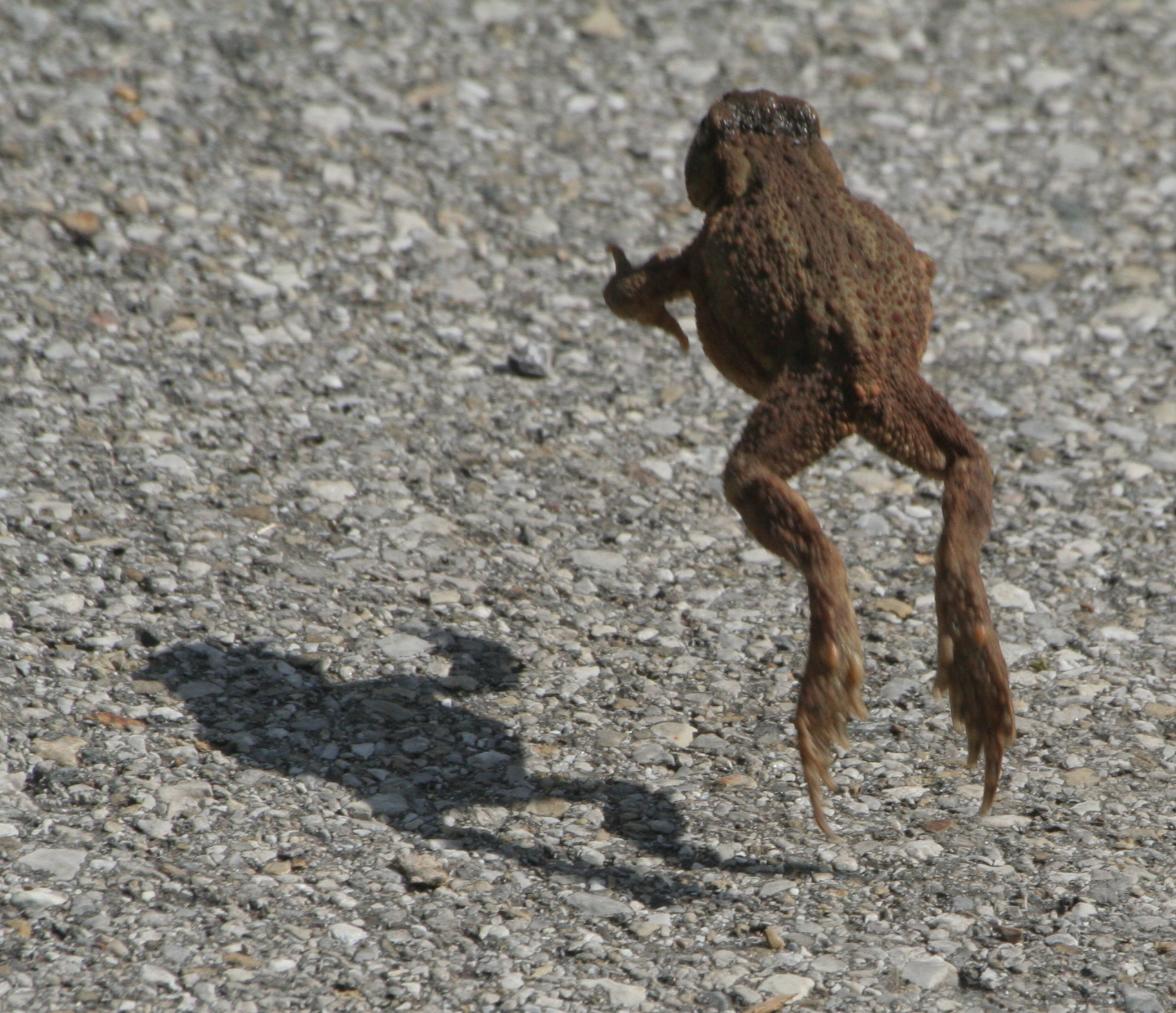
Een springende gewone pad

De gewone pad is ondanks het soms algemene voorkomen geen opvallende soort vanwege de grotendeels verborgen levenswijze en de goede camouflage waardoor veel exemplaren over het hoofd worden gezien. De pad is buiten de voortplantingstijd schemer- en nachtactief en houdt zich overdag vooral schuil in zelfgegraven holletjes of onder objecten als stenen en houtstronken en in struiken. Als de winter zijn intrede doet wordt een dieper gelegen schuilplaats opgezocht en gaat de kikker in winterslaap, waarbij het dier maandenlang in een sluimerende toestand verkeert waarbij niet gegeten wordt en het dier niet beweegt, de stofwisseling staat vrijwel stil. Soms overwintert de gewone pad op de bodem van een poel in de modder, maar meestal vindt de overwintering plaats op het land.
In tegenstelling tot veel kikkers heeft de gewone pad korte, weinig krachtige achterpoten en is geen beste springer die hooguit kleine hupjes maakt maar meestal over de bodem kruipt of soms korte sprintjes trekt. De tred is echter langzaam en niet zo muis-achtig snel als de rugstreeppad (Epidalea calamita). Klimmen doet deze soort nooit, hier is de bouw niet geschikt voor en ook is de gewone pad niet lenig en ontbreken aanpassingen zoals hechtschijfjes. Het is tevens een relatief slechte zwemmer in vergelijking met bijvoorbeeld de groene kikkers (Peleophylax), met hun krachtige achterpoten en goed ontwikkelde zwemvliezen.
De gewone pad graaft holletjes die gebruikt worden als schuilplaats gedurende warme of droge perioden en komt pas tevoorschijn bij koele en vochtige omstandigheden, zoals na een regenbui of tijdens vochtige nachten. Alleen na een regenbui kan de gewone pad ook overdag worden aangetroffen.

### Voortplanting
Padden leven het gehele jaar op het land, met uitzondering van de voortplantingstijd omdat de larven of kikkervisjes zich in het water ontwikkelen. De padden ondernemen hiertoe ieder jaar een zogenaamde paddentrek, waarbij de dieren massaal over afstanden van soms meerdere kilometers naar het voortplantingswater trekken. De paddentrek begint in februari maar heeft een hoogtepunt in maart tot april. Deze gesynchroniseerde trek komt maar bij weinig andere soorten voor, inclusief andere padden. Dit komt doordat de gewone pad erg honkvast is en altijd teruggaat naar het water waarin het dier geboren is. Het feit dat de voortplantingswateren vaak op enige afstand van het leefgebied liggen, noopt de padden tot het afleggen van een voor amfibieën relatief grote afstand. Op wegen die op de trekroute liggen en door de trage dieren worden overgestoken vallen veel verkeersslachtoffers. In veel Europese landen worden de padden daarom door de mens een handje geholpen bij het oversteken van drukke wegen, zie ook onder het kopje bedreigingen.

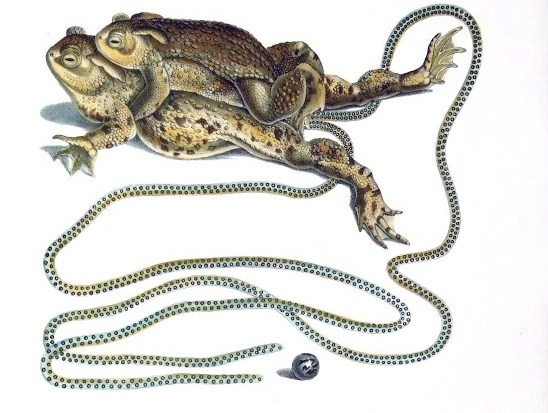
Tekening van de ei-afzet, mannetje boven.

De gewone pad kent net als vrijwel alle kikkers en padden een uitwendige bevruchting en er is dus geen paring. Het mannetje klampt zich, vaak al voor het te water gaan, met zijn voorpoten vast in de oksels van het vrouwtje. Speciale paarkussentjes op de voorpoten zorgen daarbij voor een extra stevige grip. Deze houding wordt de amplexus genoemd. Hij blijft in stand tot het vrouwtje haar eieren in het water afzet waarna het mannetje onmiddellijk zijn zaad uitstort en de bevruchting plaatsvindt. De mannetjes zijn in de voortplantingstijd zeer paarlustig. Soms worden andere dieren als vissen, salamanders of andere kikkers aangeklampt en ook het paarkluwen is een verschijnsel dat voorkomt bij de gewone pad. Hierbij klampen meerdere mannelijke exemplaren zich als een kluwen vast aan een vrouwtje, dat hierbij soms verdrinkt. Mannetjes klampen zelfs andere mannetjes vast waarbij het onderste mannetje kwaakgeluiden maakt, waarna het bovenste mannetje loslaat. Het geluid klinkt als een piepend koet-koet-koet en heeft een frequentie van 2 tot 3 keer per seconde. Kwaakgeluiden worden soms ook in het water gemaakt om de vrouwtjes te lokken. Hierbij wordt een zacht en monotoon quààk-quààk-quààk geproduceerd, maar meestal blijven geluiden achterwege. De gewone pad heeft geen kwaakblaas, in tegenstelling tot verwante soorten zoals de groene pad (Bufo viridis).
Vlak voor de eiafzet betreden de dieren het water, de afzet kan enkele uren duren. Als het vrouwtje haar rug omlaag kromt is het zover; de eitjes komen uit haar cloaca waarna het mannetje deze bevrucht met zijn sperma en haar spoedig na de eiafzet loslaat. De eieren worden in lange doorzichtige snoeren in het water afgezet en om de waterplanten gewikkeld. De gewone pad is niet de enige soort die zijn eieren in snoeren afzet. De rugstreeppad en de knoflookpad zijn andere soorten die dit ook doen. De snoeren van de rugstreeppad lijken op die van de gewone pad, maar zijn gewoonlijk enkel terwijl die van de gewone pad vaak dubbel zijn. Een snoer is 2 tot 4 of soms 5 meter lang en bevat ongeveer 3000 tot 6000 eieren, maximaal 8000 eieren die geordend zijn in drie strengen die een doorsnede hebben van 1,5 tot 2 millimeter, het doorzichtige, gelei-achtige omhulsel niet meegerekend. Inclusief deze ronde, beschermende laag hebben de eitjes een doorsnede van zo'n 5 tot 8 millimeter. De snoeren worden meestal dubbel gevouwen zodat twee eiersnoeren langs elkaar liggen. De vrouwtjes verlaten na de eiafzet het water, in de praktijk na 3 tot 6 dagen, mannetjes blijven vaak langer om te wachten op andere vrouwtjes.

### Larven

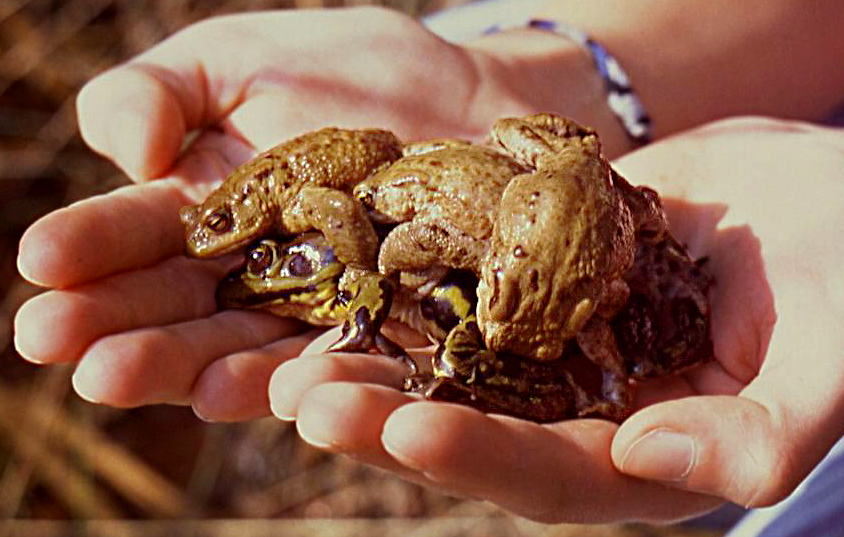
Mannetjes van de gewone pad proberen te paren met een vrouwtje van de bastaardkikker

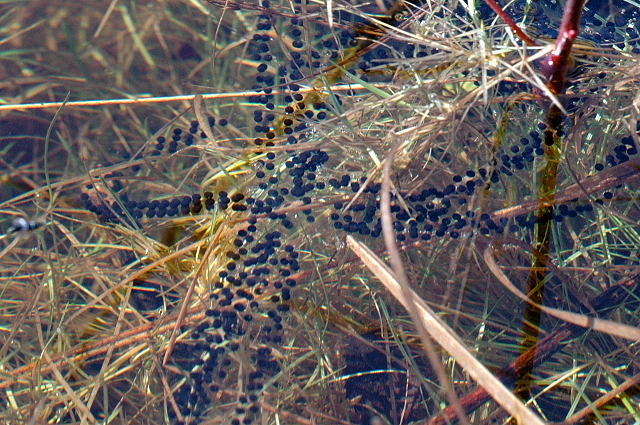
Eitjes

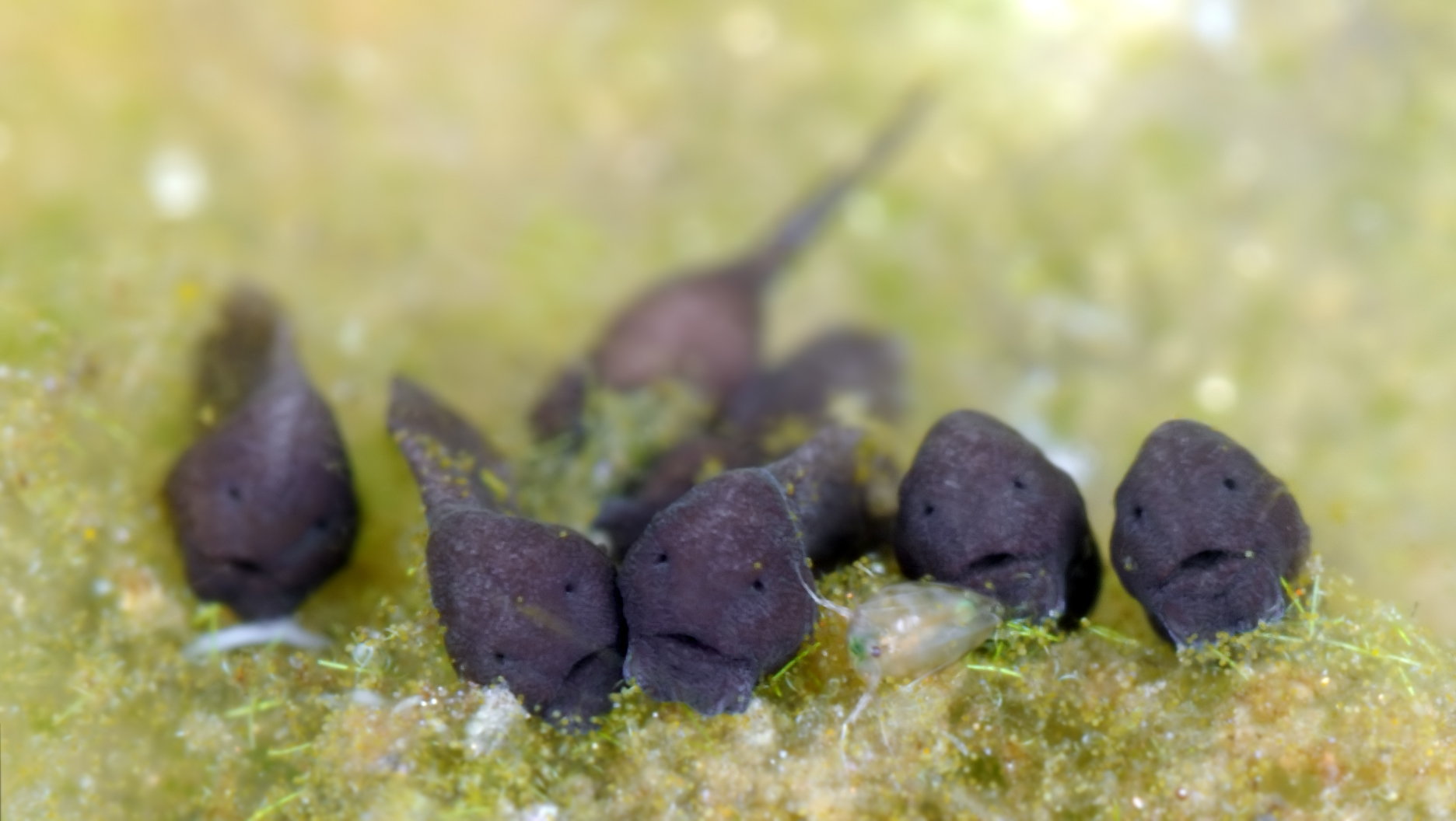
Jonge larven

Uit de eieren komen na tien dagen de kleine zwarte kikkervisjes die zich afhankelijk van de temperatuur en het voedselaanbod in 2 tot 3 maanden ontwikkelen tot kleine padjes. Zie ook het artikel ontwikkeling van de kikvorsachtigen. De kikkervisjes blijven vaak bij elkaar en vormen scholen. Ze worden maximaal 4 centimeter lang, inclusief staart, voordat de metamorfose begint en ze steeds kleiner worden omdat de staart bij kikkers en padden verloren gaat, in tegenstelling tot alle andere amfibieën.
Jonge larven zijn moeilijk met de larven van andere kikkers te onderscheiden. Biologen onderscheiden de larven van die van andere soorten aan de hand van de vorm en positie van de zogenaamde liptandjes en de mondrandpapillen te bestuderen met behulp van een sterke loep. De combinatie van de kenmerken en verschillen tussen de rijen liptandjes en de vorm een positie van de mondrandpapillen zijn soortspecifiek.
De mondrandpapillen van kikker- en paddenlarven bestaan uit zacht weefsel met een gelobde structuur. De mondrandpapillen zijn altijd aan de zijkanten van het mondveld aanwezig en lopen bij veel soorten door tot de onder- en bovenzijde van de mond. Bij enkele soorten komen ook twee of vier keelpapillen voor die bij de gewone pad ontbreken. De larve van de gewone pad is te herkennen doordat de papillen alleen aan de zijkanten van de mond voorkomen, ze lopen bij alle Europese kikkers rondom het mondveld. Bij de Bufonidae is het verschil moeilijk te zien; zowel de rugstreeppad als de groene pad hebben een vrijwel identieke vorm van de mondrandpapillen. Bij deze soorten is het onderscheid voornamelijk te maken aan de vorm van de liptandjes.
De oudere kikkervisjes zijn herkenbaar aan de relatief ronde staartpunt en de zwarte kleur, veel larven van kikkers zijn lichter gekleurd. Ze kunnen wel verward worden met larven van de rugstreeppad, maar deze laatste soort begint pas aan de voortplanting als de gewone paddenlarven al bijna metamorfoseren. Daarnaast krijgen de larven van de rugstreeppad al voor de metamorfose de kenmerkende lichtere rugstreep. De oudere larven van de groene pad hebben al de groene vlekken waardoor ze eenvoudig te herkennen zijn.
De liptandjes zijn kleine, verharde structuren die in rijen liggen aan zowel de bovenzijde als de onderzijde ten opzichte van de mondopening. Bij de gewone pad zijn er boven de mond twee rijen aanwezig waarvan de onderste is onderbroken, onder de mond zijn drie ononderbroken rijen aanwezig. Dit onderscheidt de larven van de gewone pad van de meeste kikkers, maar de groene pad en de rugstreeppad hebben eenzelfde indeling. De onderste drie rijen echter zijn ongeveer gelijk qua lengte, bij de groene en de rugstreeppad is de onderste rij duidelijk kleiner. De onderbreking van de onderste rij bovenliptandjes is bij beide soorten daarnaast breder dan bij de gewone pad, al is dit moeilijk te zien.
De meeste larven redden het niet en worden opgegeten door vijanden. Kikkervisjes worden vaak gemeden door vissen vanwege de bittere smaak en ze vallen massaal ten prooi aan waterinsecten. De overlevenden verlaten het water rond mei als de voorpootjes zichtbaar zijn en de staart is verdwenen. De jonge padjes zijn dan nog erg klein en geheel zwart, pas later krijgen ze de bruine kleur. Ze bevinden soms zich in enorme aantallen vlak langs het voortplantingswater en na enige tijd trekken ze bij regenachtig weer massaal weg naar hoger gelegen gebieden, wat de paddenregen wordt genoemd. De jonge padjes zijn nu tussen de 7 en 12 millimeter lang, het duurt dan nog 3 tot 4 jaar voordat ze geslachtsrijp zijn en zich kunnen voortplanten. Dan keren ze net als hun ouders ieder jaar naar het voortplantingswater. De gewone pad kan in gevangenschap een voor een amfibie gezegende leeftijd van 36 jaar bereiken. In het wild bereiken ze een dergelijke leeftijd nooit, ze worden in de natuur door predatie en natuurlijk verval, zoals aantasting door parasieten, maximaal 10 tot 12 jaar oud.

### Voedsel
De gewone pad is net als alle kikkers een opportunistische jager die alles pakt wat in de bek past, wat deels te danken is aan het slechte gezichtsvermogen. Padden kunnen echter wel proeven en smerige prooien worden met de poten en de tong de mond uitgewerkt. Eetbare prooien worden doorgeslikt door de oogballen omlaag te draaien waardoor het voedsel de maag wordt ingedrukt, wat een opmerkelijk gezicht is. De gewone pad gebruikt voor het vangen van zijn prooi hoofdzakelijk de uitklapbare tong, waardoor er een voorkeur is voor prooien die wat kleiner zijn en gemakkelijker naar binnen te werken. Op het menu staan voornamelijk kleine ongewervelden als insecten en de larven, spinnen, slakken en regenwormen. Ook mieren worden wel gegeten, waarbij de pad net zo lang blijft zitten en mieren oppeuzelt tot er geen meer over zijn. Prooien worden vanwege de nachtactieve levenswijze tijdens vochtig weer in de schemering en de nacht buitgemaakt. Alleen op regenachtige dagen foerageert de pad overdag, in tegenstelling tot andere echte padden die een meer dagactieve levenswijze hebben zoals de groene pad (Bufo viridis).
Uit een onderzoek naar de maaginhoud van exemplaren uit Wales bleek dat 1 op de 3 prooien tot de kevers behoort. Daarnaast bestaat het voedsel uit 5 en 10 procent duizendpoten, mieren, springstaarten, spinnen en vliegen. De maag van de padden bevatte ook opgegeten huidresten (7% van de exemplaren), per ongeluk opgegeten plantendelen (bij 15%) en substraat (bij 6%), en bij één op de 20 padden bleek de maag geïnfecteerd door parasitaire rondwormen.
Vanwege de grote kop en brede bek kunnen prooien worden verorberd die niet veel kleiner zijn dan het dier zelf. Voorbeelden van dergelijke prooien zijn grote naaktslakken, uit het nest gevallen vogels, kleine zoogdieren als muizen en zelfs reptielen als jonge ringslangen, die net als kleine prooien in één keer worden doorgeslikt.

### Vijanden

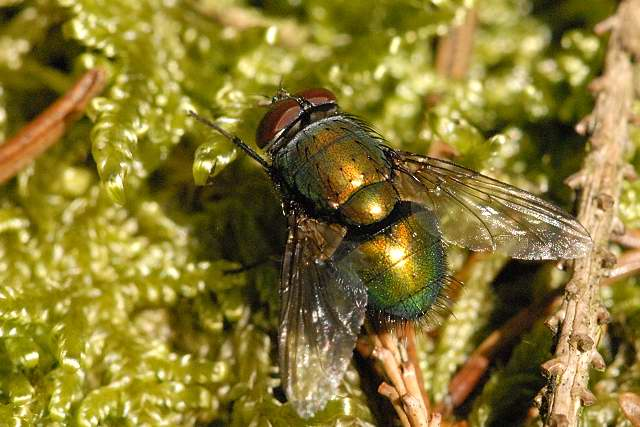
De groene paddenvlieg (Lucilia bufonivora) is een goudvlieg die de kikker te gronde kan richten.

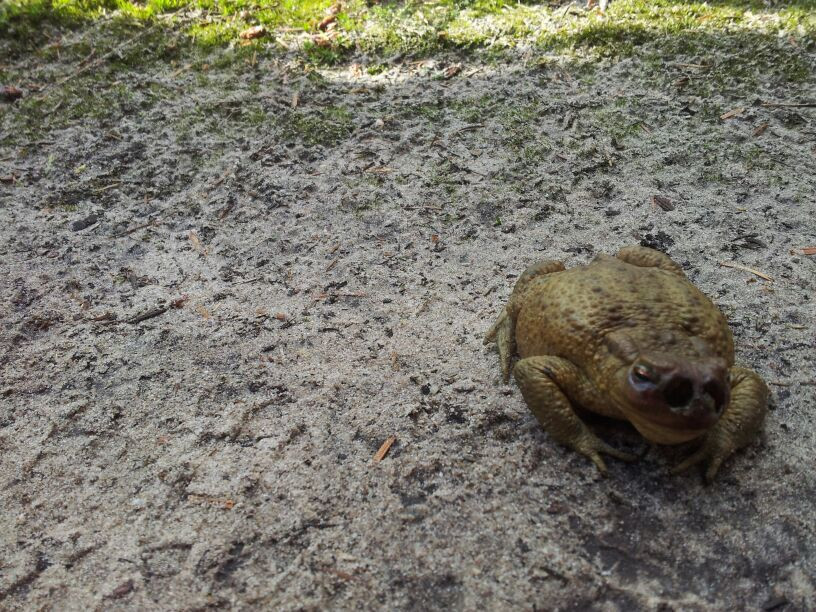
De gewone pad aangevreten door de groene paddenvlieg (Lucilia bufonivora).

Met name de kikkervisjes worden door van alles belaagd, vooral waterinsecten als de geelgerande watertor, de staafwants, de waterschorpioen en de roofzuchtige larven van libellen. Sommige roofvissen en salamanders zoals de kamsalamander eten weleens larven, hoewel de larven van andere kikkers door hun minder bittere smaak populairder zijn. De kleine padjes hebben eveneens vele vijanden zoals loopkevers en grote spinnen.
Vijanden van de gewone pad zijn met name vogels zoals de bosuil, reiger, buizerd, dwergarend, grauwe kiekendief, rode wouw, slangenarend, waterral, wespendief en de zwarte wouw. Daarnaast jagen verschillende rovende zoogdieren op de gewone pad, zoals de egel en de bunzing. Van deze laatste vijand is bekend dat ware slachtingen kunnen worden aangericht. Een andere vijand van de gewone pad is de ringslang die de oevers afstruint op zoek naar kikkers en padden.
Een vijand die de volwassen exemplaren van de gewone pad op een verschrikkelijke manier te gronde kan richten is de groene paddenvlieg (Lucilia bufonivora). De soortnaam bufoni-vora betekent letterlijk padden-etend. Deze vlieg parasiteert op verschillende kikkers, maar heeft een voorkeur voor de gewone pad. De groene paddenvlieg heeft een vergelijkbare levenscyclus als de schapenhorzel, die de larven afzet in de neusgaten van schapen waarna deze leven van het slijmvlies in de neusholte. De larven van de paddenvlieg eten eerst het slijm rond de neusgaten van hun slachtoffer maar vreten zich vervolgens een weg door de slijmvliezen en het omliggende kraakbeen en ten slotte weefsel in de oogholte en de hersenen. Hierdoor krijgt het onfortuinlijke dier eerst twee enorme gaten in de voorzijde van de kop en zal uiteindelijk sterven. Nadat de maden zich vol hebben gegeten verpoppen ze, waarna de uit de pop gekropen vliegen weer andere padden besmetten.

### Verdediging

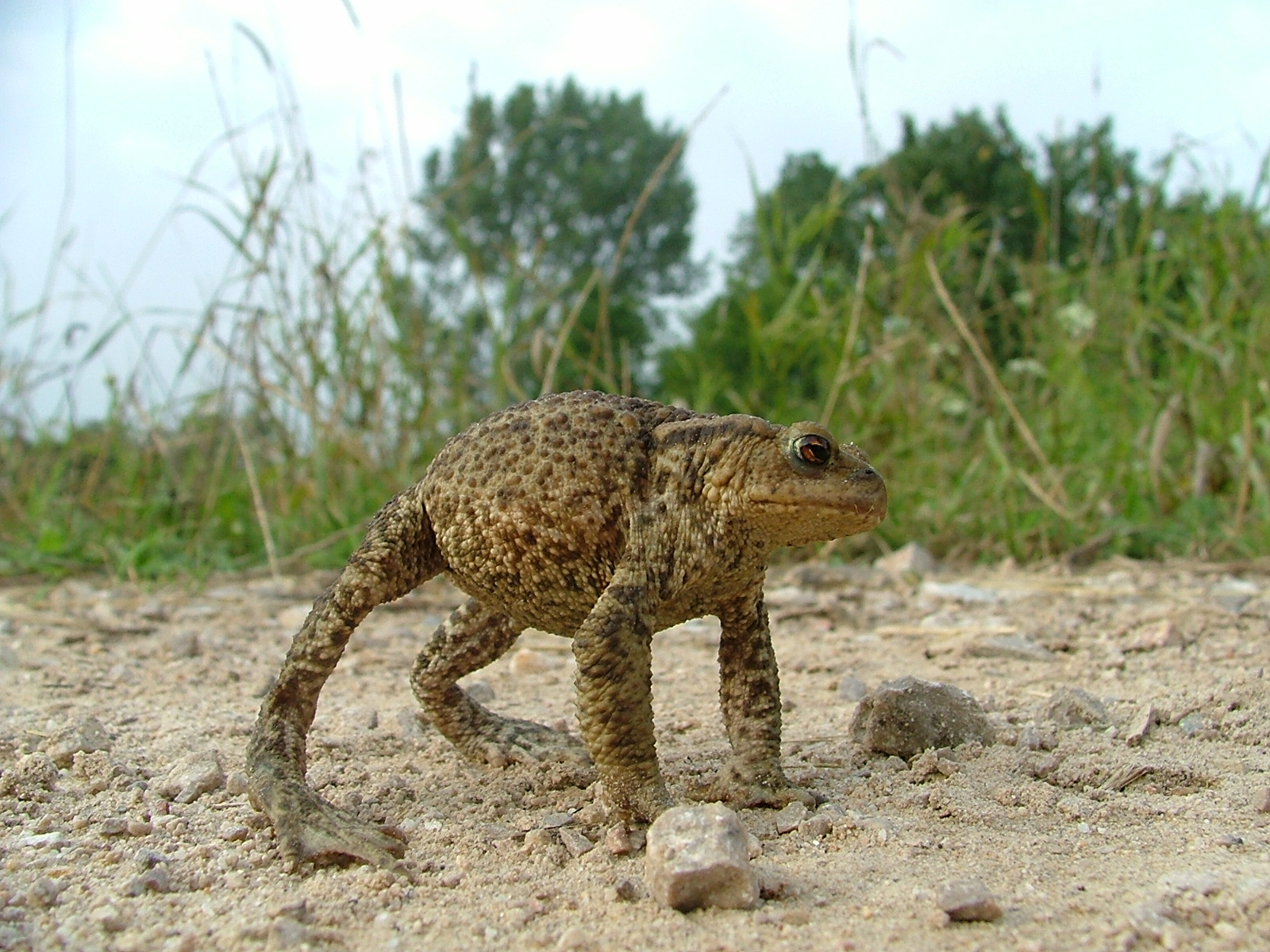
Defensieve houding

De gewone pad valt niet erg op door het kluit-achtige voorkomen en vertrouwt volledig op de camouflagekleur; als de pad wordt aangevallen houdt het dier zich dood in de hoop dat een vijand de aanval staakt. De gewone pad kan zich net als andere grotere padden met lucht opblazen om zich zo te verankeren in zijn hol. Ook als een pad een vijand buiten het hol tegenkomt, zoals een slang, blaast het dier zich op waarbij de poten worden gestrekt en de kop omlaag wordt gehouden. Hierdoor lijkt de pad veel groter en is het moeilijker voor een slang om de pad door te slikken en druipt de vijand soms alsnog af. De gewone pad laat als het dier in de hand wordt genomen de urine lopen en maakt soms piepende geluidjes, maar zal nooit bijten.
De klieren in de huid en met name de parotoïden achter de ogen bevatten stoffen die giftig zijn en worden afscheiden bij gevaar. Het gif is wit van kleur en heeft een erg bittere smaak. Het gif wordt wel bufofagine genoemd en bestaat niet uit één chemische verbinding maar uit een cocktail van verschillende stoffen. Het gif maakt de padden en hun larven niet erg geliefd als prooi, slechts enkele dieren als de ringslang (Natrix natrix) en de egel zijn immuun en ondervinden geen hinder van het gif. Vissen hebben meestal een hekel aan de bittere smaak van de kikkervisjes en de soort kan zich daarom ook voortplanten in visrijke wateren. Het gif irriteert de slijmvliezen van vijanden zodat deze de prooi weer uitspugen na ingestie, voor de mens is het hooguit licht irriterend voor de huid. Het hanteren van de dieren is voor mensen niet gevaarlijk maar het is raadzaam naderhand de handen te wassen. Als het gif per ongeluk terechtkomt in de ogen of de mond, komt het in aanraking met gevoelige slijmvliezen en kan het een sterk irriterende reactie opwekken.
De huid van kikkers en padden speelt een grote rol bij de ademhaling en de waterhuishouding. De huid is hierdoor zeer dun en gevoelig voor infectie door pathogenen zoals virussen, bacteriën en schimmels. Kikkers en padden scheiden daarom stoffen af die dergelijke organismen weren. Deze stoffen, peptiden genoemd, gaan een breed scala aan micro-organismen te lijf, waaronder de beruchte bacteriën Staphylococcus aureus, Escherichia coli en Salmonella typhimurium. De structuur en specifieke werking van deze verbindingen wordt onderzocht op mogelijke toepassingen binnen de geneeskunde.

## Bedreigingen
| Padden worden verzameld voor de overzet naar de overkant van een weg. |
| Oversteekplaats voor padden onder een weg.                            |

De gewone pad gaat in een aantal gebieden van zijn verspreidingsgebied achteruit, maar een echte eenduidige bedreiging is er niet, er zijn verschillende oorzaken. De soort is bijvoorbeeld niet zo interessant voor de handel in exotische dieren, in tegenstelling tot andere Europese amfibieën zoals de kamsalamander of de verschillende soorten vuurbuikpadden. Bedreigingen zijn meestal van lokale aard, zoals verwoestijning, het droogleggen van moerassen, ontbossing, de introductie van roofvissen, het doodrijden van padden door het verkeer, het verlies van de habitat, vervuiling en verstedelijking. Ook de ziekte chytridiomycose, veroorzaakt door een schimmel die wereldwijd kikker- en paddenpopulaties aantast, eist zijn tol maar is alleen bekend van enkele populaties in Spanje. In Spanje wordt een ondersoort van de gewone pad, Bufo bufo gredosicola, bedreigd door predatie van de otter en de Iberische groene kikker (Rana perezi).
Tijdens de paddentrek komen veel dieren om doordat ze worden platgereden door het verkeer. Met name in de bebouwde kom is het verkeer een belangrijke vijand - in Groot-Brittannië alleen al worden er 20.000 exemplaren per jaar doodgereden. Op veel plaatsen worden daarom zogenaamde paddentunnels gegraven. Deze met ecoducten vergelijkbare bouwsels hebben als doel padden en andere amfibieën zonder gevaar wegen te laten kruisen. Op sommige drukke routes helpen vrijwilligers de padden over de gevaarlijkste autowegen door zogenaamde paddenschermen te plaatsen met ingegraven emmers waar de padden in vallen. Daarna worden ze aan de andere kant van de weg weer uitgezet.

## Taxonomie
De wetenschappelijke naam werd in 1758 door Carl Linnaeus gepubliceerd. Sindsdien is deze wetenschappelijke naam gehandhaafd, in tegenstelling tot de wetenschappelijke namen van veel andere kikkers en padden. Er zijn drie ondersoorten, die in uiterlijk en met name verspreidingsgebied enigszins verschillen. Deze ondersoorten zijn:
- Bufo bufo bufo: nominale ondersoort die de grootste verspreiding kent en de grootste variatie in tekening heeft.
- Bufo bufo gredosicola: komt voor in het Middellandse Zeegebied; in een deel van het verspreidingsgebied zoals in de Balkan komen hybriden voor met B. b. bufo.
- Bufo bufo spinosus: deze ondersoort wordt het grootst en kan een lengte van 15 centimeter bereiken (vrouwtjes).

## De gewone pad en de mens
Padden werden door hun giftigheid in de Middeleeuwen gezien als gezant van de duivel; het wapenschild van de duivel zou bestaan uit drie padden. De dieren zouden door heksen worden gebruikt in magische drankjes of om vijanden op afstand uit te schakelen.

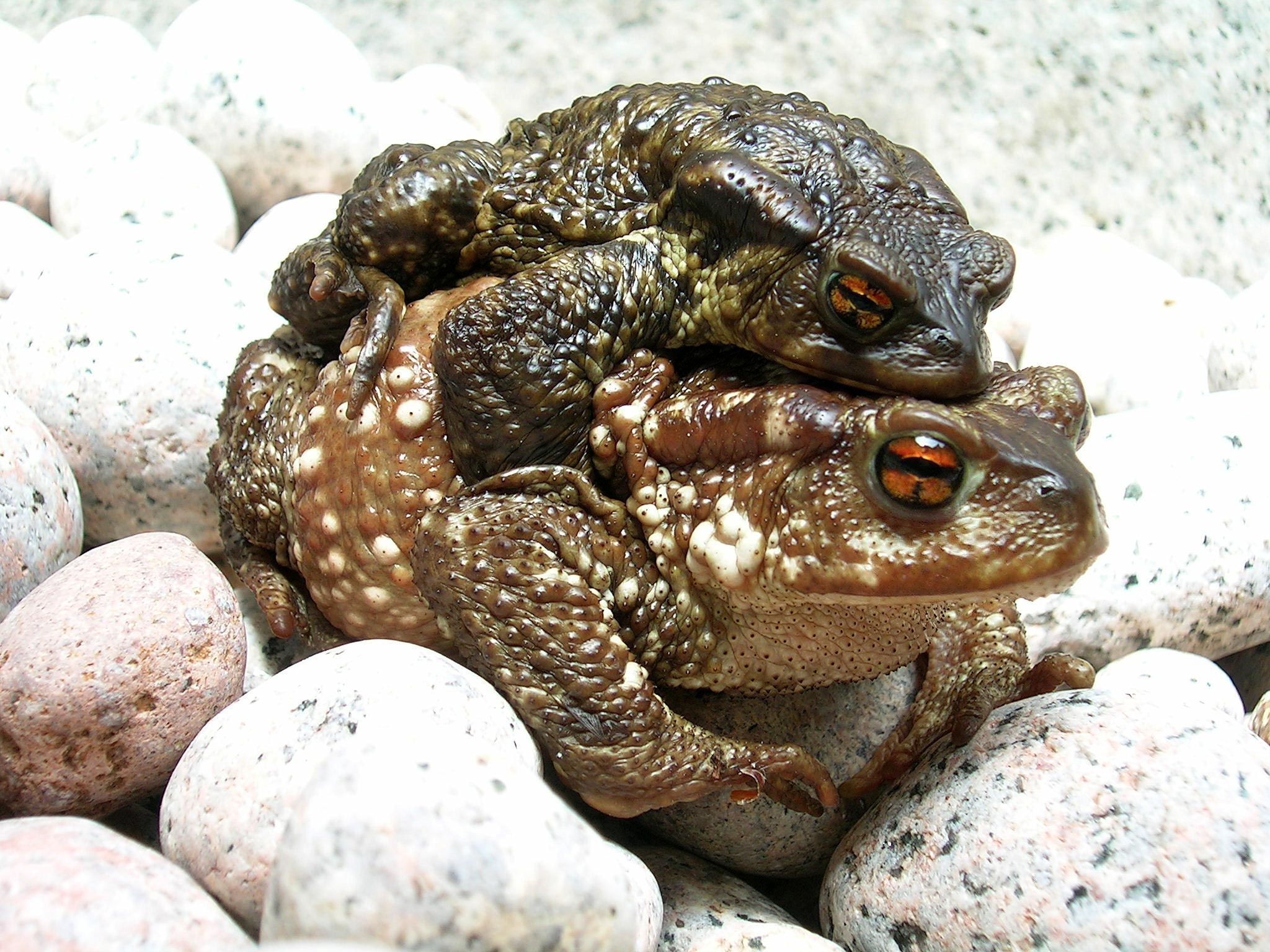
Amplex van ondersoort B. b. spinosus uit Portugal
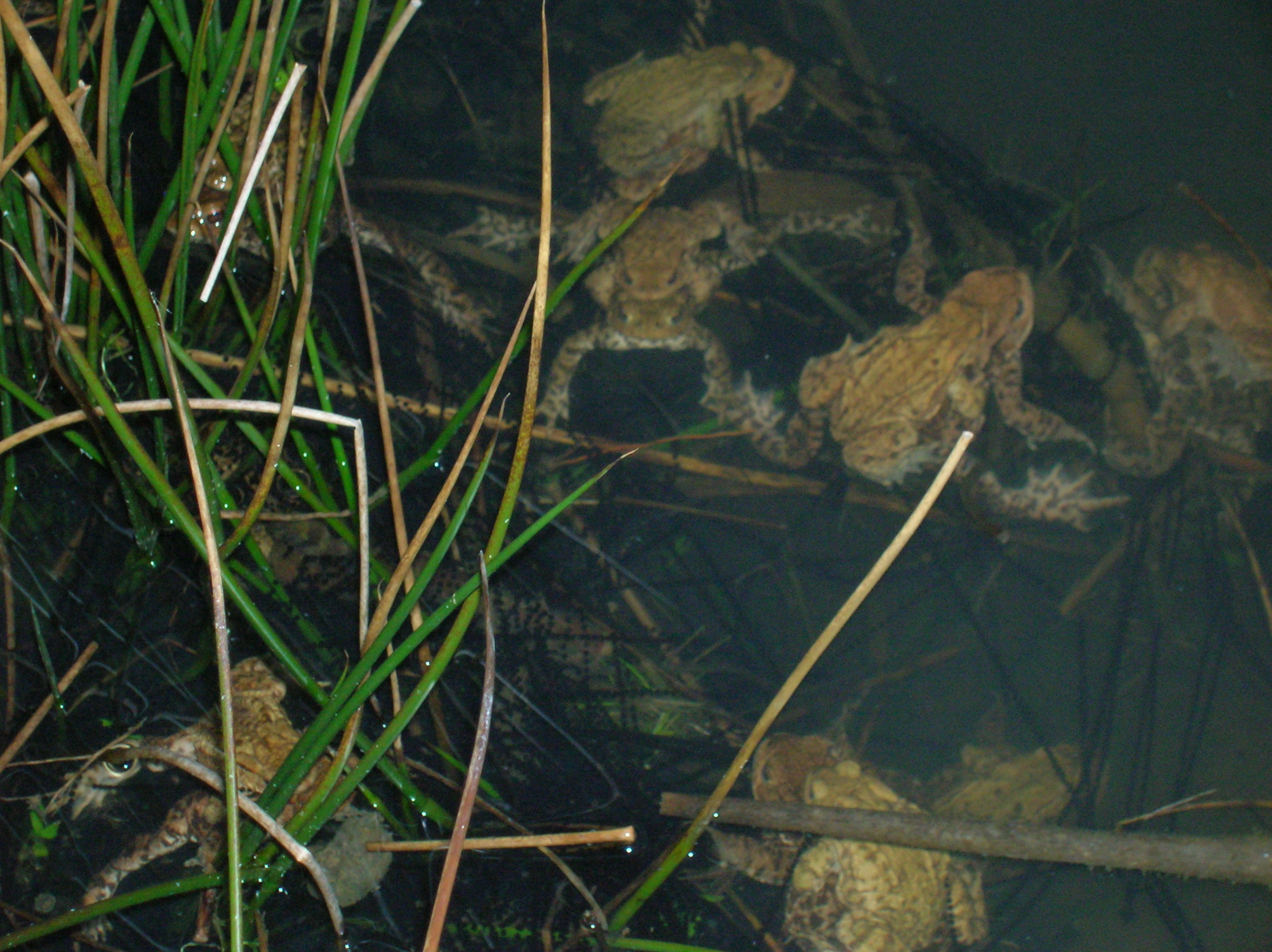
Grote aantallen padden die 's avonds de eieren in dubbele snoeren afzetten.
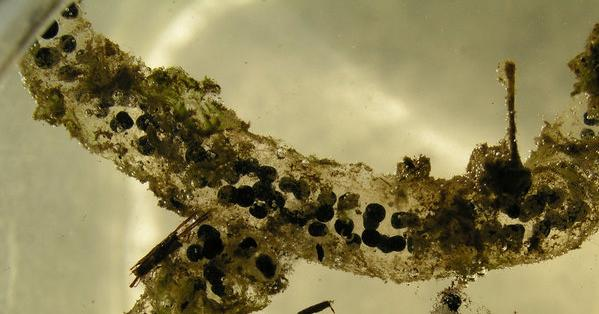
Eisnoer van Bufo bufo (circa 1 cm dik)
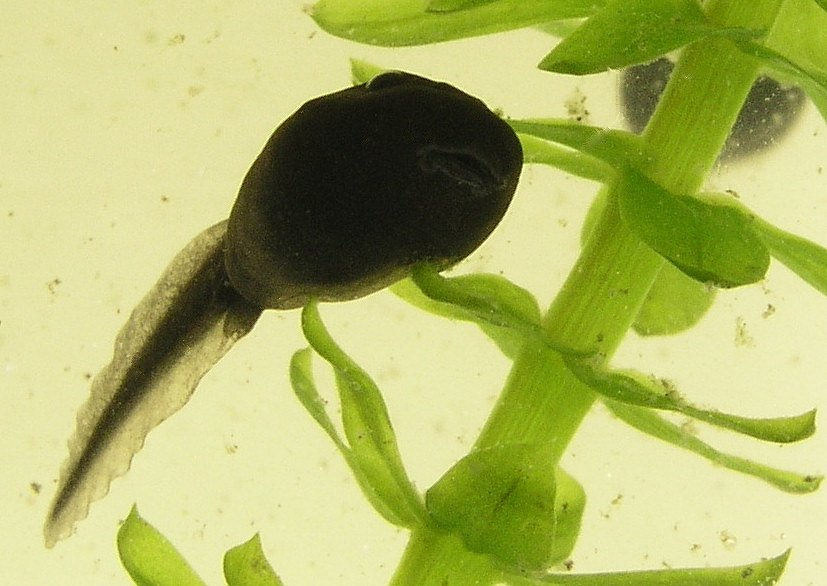
Paddenlarve van Bufo bufo (2 weken na uitkomen, circa 1,5 cm lang)
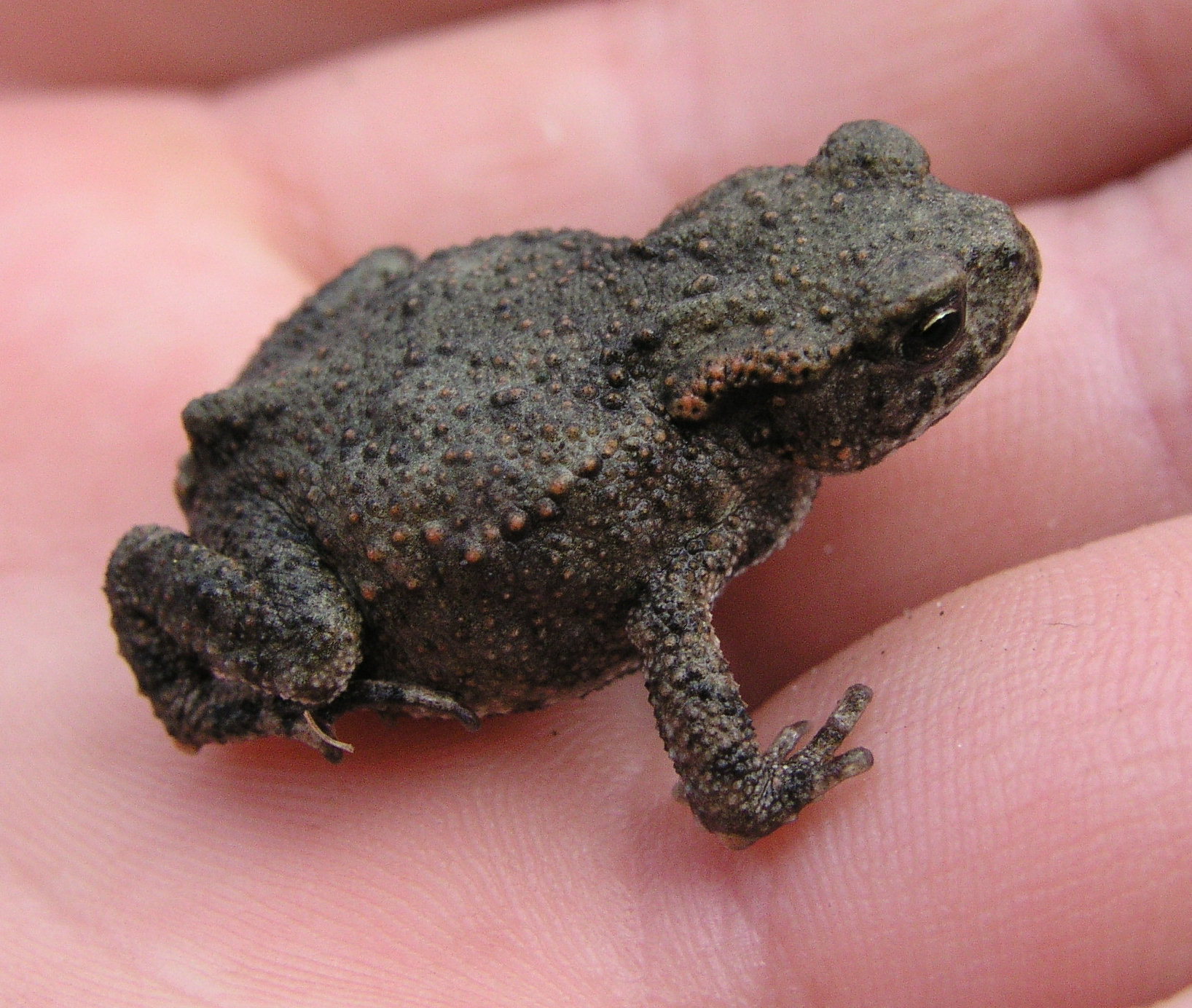
Jong padje
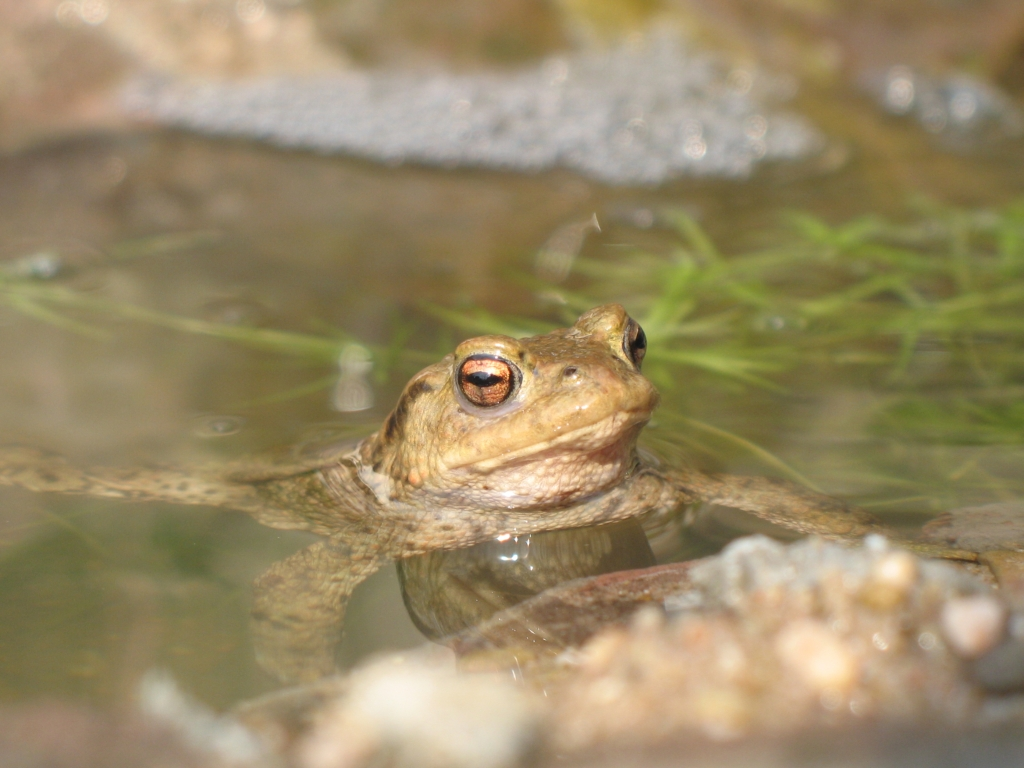
Alleen tijdens de voortplantingstijd zijn padden in het water te vinden.
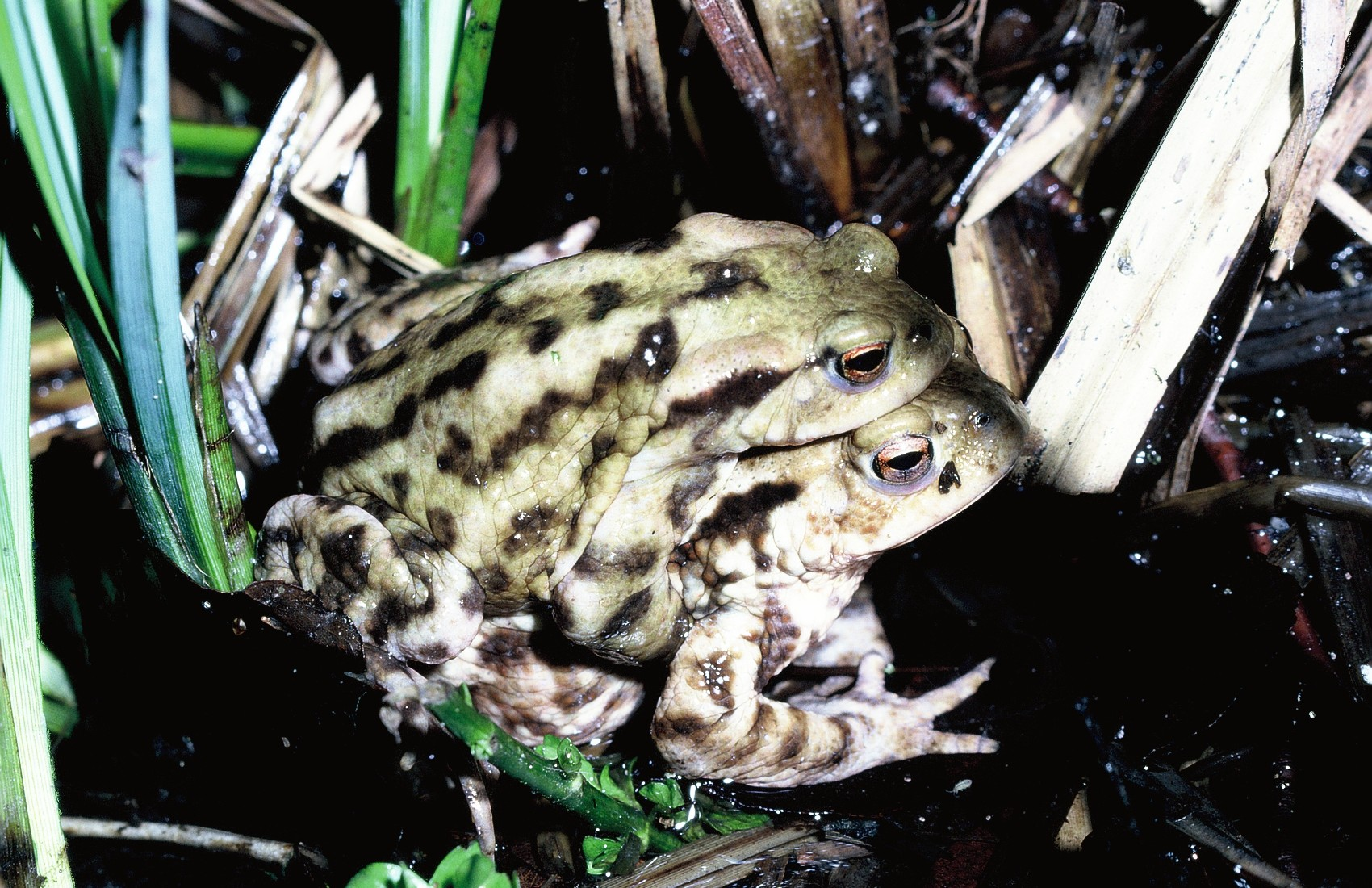
Sommige exemplaren hebben een afwijkende kleur
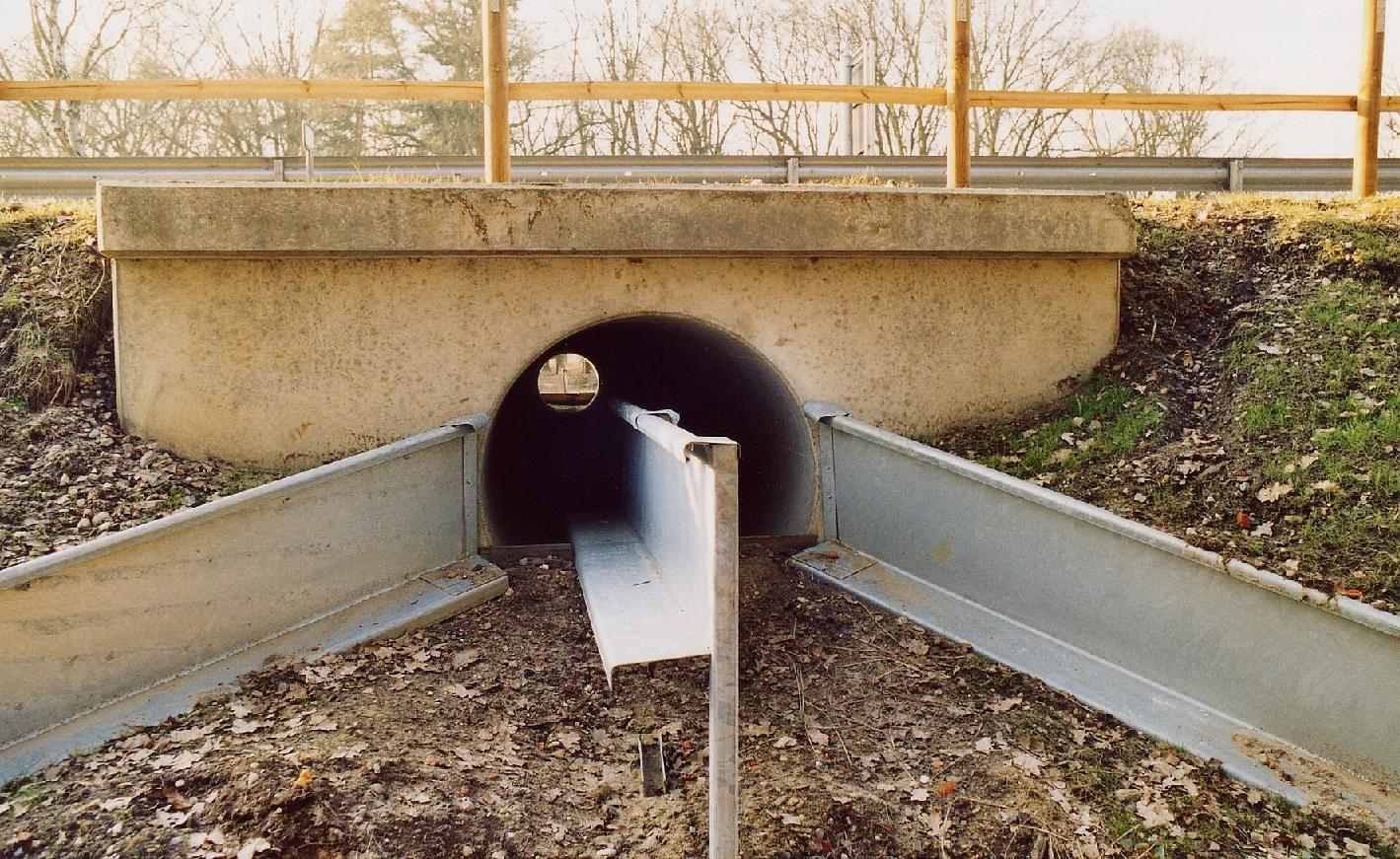
Paddentunnel
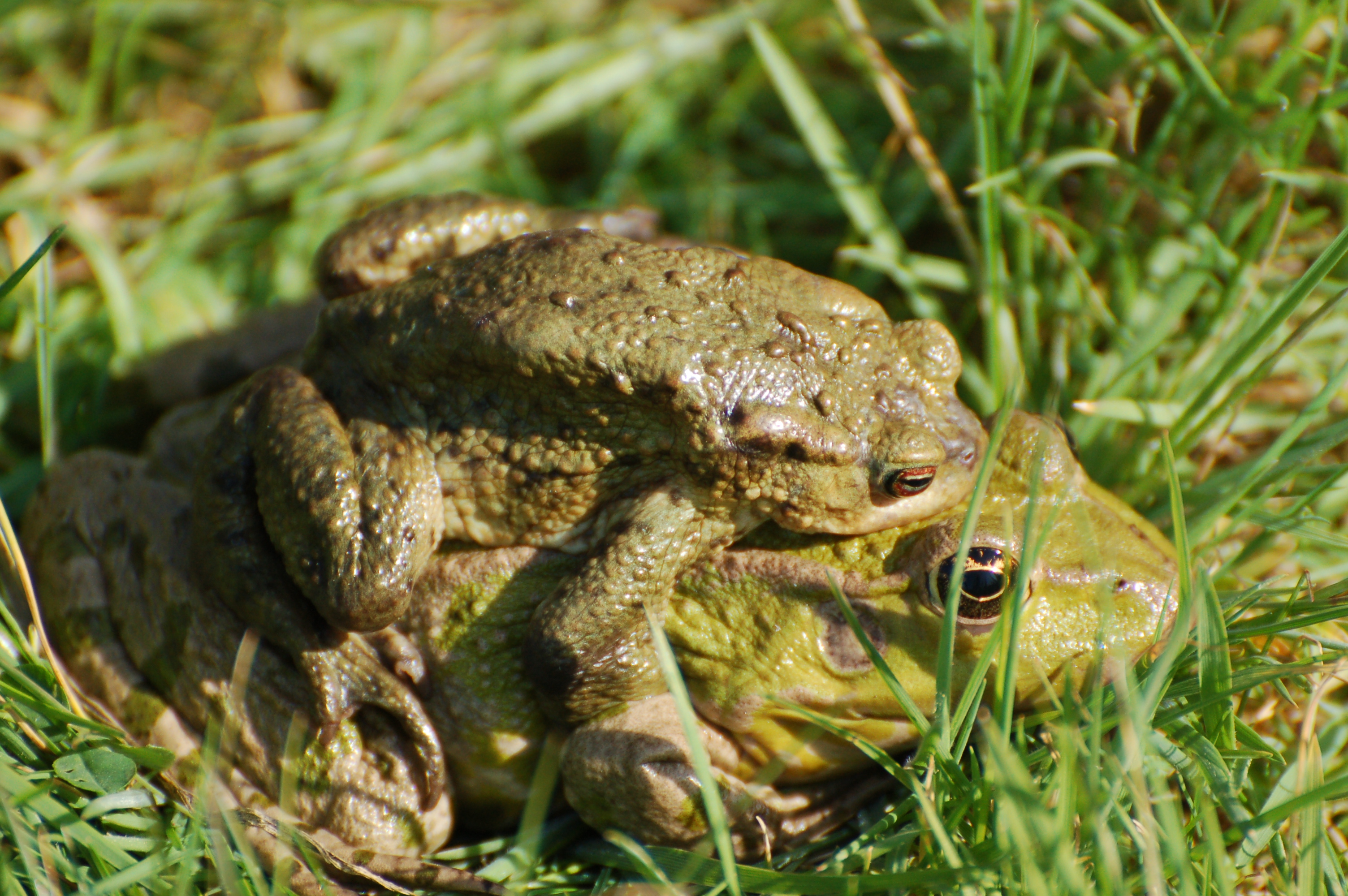
Een mannetjespad probeert tevergeefs voort te planten met een vrouwtjeskikker

### Waarnemingen
- Kaarten met waarnemingen:

- België
- Nederland
- wereldwijd